# Tsũi Goab Tholus
Lo Tsũi Goab Tholus è una struttura geologica della superficie di Io.